# Промежуточные филаменты
Промежу́точные филаме́нты (ПФ) — нитевидные структуры из белков, один из трех основных компонентов цитоскелета клеток эукариот. Содержатся как в цитоплазме, так и в ядре большинства эукариотических клеток. Средний диаметр ПФ — около 10 нм, меньше, чем у микротрубочек (около 25 нм) и больше, чем у актиновых микрофиламентов (5-9 нм). Название получили из-за того, что толщина цитоскелетных структур, состоящих из ПФ, занимала промежуточное положение между толщиной актиновых филаментов и микротрубочек. В ядре известен только один тип ПФ — ламиновых, остальные типы — цитоплазматические.

## Структура
Локусная структура белковых молекул ПФ довольно консервативна. Полипептид обычно имеет два глобулярных домена на N- и C-концах, которые соединены протяженным суперскрученным палочковидным доменом, состоящим из альфа-спиралей. Основной строительный блок филамента — димер, а не мономер. Он образован двумя полипептидными цепями, обычно двух разных белков, которые взаимодействуют между собой своими палочковидными доменами, образующими двойную суперскрученную спираль. Цитоплазматические ПФ образованы из таких димеров, образующих неполярные нити, толщиной в один блок. Отсутствие полярности у ПФ обусловлено антипараллельной ориентацией димеров в тетрамере. Из них далее образуются более сложные структуры, в которых ПФ могут уплотняться, вследствие чего имеют непостоянный диаметр.
В отличие от актина и тубулина белки ПФ не имеют сайта связывания нуклеозидтрифосфатов.

## Распространение

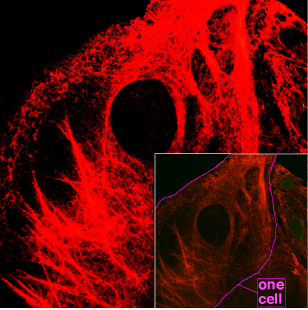
Кератиновые ПФ в клетках карциномы

Цитоплазматические ПФ есть не у всех эукариот, они обнаружены только у некоторых групп животных. Так, ПФ есть у нематод, моллюсков и позвоночных, но не найдены у членистоногих и иглокожих. У позвоночных ПФ отсутствуют в некоторых клетках (например, олигодендроцитах). В растительных клетках ПФ не обнаружены.
В большинстве животных клеток ПФ образуют «корзинку» вокруг ядра, откуда направлены к периферии клеток. ПФ особенно много в клетках, подверженных механическим нагрузкам: в эпителиях, где ПФ участвуют в соединении клеток друг с другом через десмосомы, в нервных волокнах, в клетках гладкой и поперечно-полосатой мышечной ткани.

## Типы
В отличие от других основных элементов цитоскелета, ПФ в цитоплазме клеток разных тканей состоят из разных, хотя и похожих по своей структуре белков. Все белки ПФ у человека кодируют около 70 генов. На основе особенностей аминокислотного состава и строения выделяют четыре основных групп белков ПФ.

### Тип I —кератины

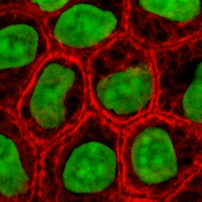
Кератиновые ПФ в эпителиальных клетках (окрашены красным)

Из кератинов с молекулярной массой 40 - 70 кДа состоит наиболее разнообразная группа ПФ. Данный тип белков делится на 2 подсемейства:
- кислые кератины,
- нейтральные и основные кератины.

Димер кератина состоит из одного кислого и одного основного кератина. Среди многочисленных изоформ кератина выделяют две основные группы — эпителиальные кератины (см. цитокератин), включающую около 20 видов кератинов, и кератины волос (примерно 10 видов), из которых построены также ногти, рога и чешуя пресмыкающихся.

### Тип II
Второй тип белков ПФ включает в себя 4 вида белков:
- десмин;
- глиальный фибриллярный кислый белок;
- периферин.

### Тип III
- виментин - белок с массой 45 - 53 кДа, характерный для клеток мезенхимного происхождения: входит в состав клеток соединительной ткани, эндотелия, клеток крови;
- Альфа-интернексин
- Белки нейрофиламентов
- Нестин
- Синемин
- Синкойлин

### Тип IV
- Ядерные ламины

## Функции
ПФ в ряде случаев обеспечивают механическую прочность клеток, их отростков или эпителиальных слоев. Они участвуют в образовании межклеточных контактов — десмосом и гемидесмосом.

## Медицинское значение
Мутации генов кератинов krt5 и krt14 связаны с развитием наследственного кожного заболевания, буллёзного эпидермолиза (Epidermolysis bullosa simplex). При этом заболевании нарушено прикрепление эпидермиса к базальной пластинке, на коже образуются заполненные серозным содержимым пузыри.